# آگودو (ریو گراند دو سول)
آگودو (به پرتغالی: Agudo) یک منطقهٔ مسکونی در برزیل است که در ریو گرانده جنوبی واقع شده‌است. آگودو ۵۵۳٫۱ کیلومتر مربع مساحت و ۱۶٬۴۰۱ نفر جمعیت دارد و ۸۳ متر بالاتر از سطح دریا واقع شده‌است.